# استيبان إيشيفيريا
استيبان إيشيفيريا (بالإسبانية: Esteban  Echeverría)‏ هو كاتب وشاعر أرجنتيني، ولد في 2 سبتمبر 1805 في بوينس آيرس في الأرجنتين، وتوفي في 19 يناير 1851 في مونتفيدو في الأوروغواي بسبب سل.

## وصلات خارجية
- استيبان إيشيفيريا على موقع الموسوعة البريطانية (الإنجليزية)